# Rioxa Baixa

De amarelo, A Rioxa Baixa

A Rioxa Baixa é a região mais ao leste da comunidade autónoma de Rioxa, Espanha.
Ela comprende os municípios situados no percurso dos rios Cidacos, Linares, Añamaza e Alhama, compreendendo as comarcas de Alfaro, Arnedo, Calahorra e Cervera. Estes territórios limitam-se ao norte com a margem direita do rio Ebro, a leste com as provincias de Navarra e Saragoça, ao sul com a Serra do Hayedo de Santiago e a Serra de Achena, onde começa a província de Sória, e pelo oeste com a Serra da Hez, onde começa a Rioxa Média.

## Municipios

### Vale

#### Comarca de Alfaro
1. Aldeanueva de Ebro
2. Alfaro
3. Rincón de Soto

#### Comarca de Arnedo
1. Arnedillo (Santa Eulalia Somera)
2. Arnedo (Turruncún)
3. Bergasa (Carbonera)
4. Bergasillas Bajera (Bergasillas Somera)
5. Cornago (Valdeperillo)
6. Enciso (El Villar de Enciso, Garranzo, La Escurquilla, Las Ruedas de Enciso, Navalsaz, Poyales, Valdevigas)
7. Grávalos
8. Herce
9. Munilla (Antoñanzas, La Monjía, La Santa, Peroblasco, Ribalmaguillo, San Vicente de Munilla)
10. Muro de Aguas (Ambas Aguas o Entrambas Aguas)
11. Préjano
12. Quel
13. Santa Eulalia Bajera
14. Villarroya
15. Zarzosa

#### Comarca de Calahorra
1. Autol
2. Calahorra (Murillo de Calahorra)
3. El Villar de Arnedo
4. Pradejón
5. Tudelilla

### Sierra

#### Comarca de Cervera
1. Aguilar del Río Alhama y la aldea de Inestrillas
2. Cervera del Río Alhama y sus barrios-aldea: (Cabretón, Rincón de Olivedo o Las Casas, Valdegutur, Valverde, Ventas de Baños o Las Ventas de Cervera
3. Igea
4. Navajún
5. Valdemadera

## Nota
- Este artigo foi inicialmente traduzido, total ou parcialmente, do artigo da Wikipédia em castelhano cujo título é «Rioja Baja», especificamente desta versão.